# Étienne de Bar
Étienne de Bar, mort à Metz le 29 décembre 1163, fut évêque de Metz de 1120 à 1163. Il était fils de Thierry Ier de Montbéliard, comte de Bar et d'Ermentrude de Bourgogne.

## Biographie
Destiné à l'Église, il fut élevé par son oncle maternel Guy de Bourgogne, alors archevêque de Vienne. Il fut élu princier de Toul en 1107.
En 1119, Guy de Bourgogne est élu pape sous le nom de Calixte II. Il le fait évêque de Metz en 1120 et le créé cardinal-diacre de S. Maria in Cosmedin.
La Querelle des Investitures l'empêche temporairement de prendre possession de son diocèse, et il ne sera sacré qu'en 1122, après le concordat de Worms. Il occupa son épiscopat à reconstituer le temporel de son diocèse et fonda plusieurs églises et monastères, dont l'abbaye Notre-Dame d'Autrey.
Dès le début de son mandat, désireux de consolider son autorité, avec l'aide de son frère Renaud, comte de Bar, il s'attaqua aux forteresses castrales qui s'étaient indument multipliées. Ainsi furent détruits les châteaux de Marsal, de Terli, de Vic-sur-Seille et Moyenvic, construits par les comtes de Metz et les ducs de Lorraine, ainsi que ceux de Thicourt, Vatimont et Bacourt.
Il participa à la deuxième croisade avec son frère, le comte Renaud Ier de Bar.

## Source
- Georges Poull, La Maison souveraine et ducale de Bar, 1994 [détail de l’édition].